# Муминов, Акрам Ибрагимович
Акрам Ибрагимович Муминов (узб. Akram Ibrohimovich Moʻminov/Акрам Иброҳимович Мўминов, 20 мая 1937, город Самарканд, — 1 ноября 2001, Ташкент) — врач, отоларинголог, доктор медицинских наук, профессор, заслуженный деятель науки Узбекской ССР. Академик Европейского общества оториноларингологов.

## Биография
Родился в 1937 году в городе Самарканд Узбекской ССР, в семье И.Муминова.
Учился в средней школе № 37 г. Самарканда.
В 1960 году окончил Ташкентский медицинский институт.
Доктор медицинских наук, 1972 г. (г. Москва, Центральный институт усовершенствования врачей).
Профессор, 1973 г. Зав.кафедрой ЛОР болезней 2 ТашГосМИ. Руководитель Республиканского центра патологии слуха и речи. Главный специалист Республики Узбекистан.
Работал деканом 1-го лечебного факультета Ташкентского Государственного медицинского института(по 1982). Проректор по лечебной работе Ташкентского Государственного медицинского института(1983—1989).
В 1990 году был основателем и первым ректором Бухарского государственного медицинского института (1990—1995).
В 1995 был назначен ректором Самаркандского государственного медицинского института (1995—2000).
Под его руководством были защищены более 35 кандидатских и 5 докторских диссертаций по медицине.

## Ученики
- Джабаров Каримбай, доктор медицинских наук
- Шайхова Халида Эркиновна, доктор медицинских наук
- Арифов Сайфиддин Саидазимович, доктор медицинских наук
- Маткулиев Хайитбой Маткулиевич, доктор медицинских наук
- Вохидов Нуридин Хикматович, кандидат медицинских наук

## Смерть
Трагически погиб в результате автокатастрофы 1 ноября 2001 года по дороге из Джизака в Самарканд. Похоронен в Ташкенте.